# Sáregres
Sáregres község Fejér vármegyében, a Sárbogárdi járásban.

## Fekvése
Fejér vármegye déli részén fekszik, a megye negyedik legdélibb fekvésű települése, Vajta, Cece és Igar után; délnyugati és déli szomszédjai, Simontornya és Pálfa már Tolna vármegyéhez tartoznak. Határában folyik a Sárvíz és a Sárvíz-malomcsatorna, valamint itt terül el az előbbi két vízfolyást mintegy 20 kilométer hosszan kísérő, néhol több kilométer széles sárréti mocsárvilág (illetve az azt magába foglaló Rétszilasi-tavak Természetvédelmi Terület) legdélebbi része is.

### Megközelítése
Székesfehérvár felől közúton legkönnyebben a -as főúton érhető el a település, ez esetben Cecéig kell menni, ott nyugatra fordulni a -es főúton, majd kb. 2 kilométer után északnak fordulni a 6307-es mellékúton.
Megközelíthető a község a -os főút dunaföldvári elágazásától a -es főúton is, ugyancsak az előbb írt, Cece utáni letéréssel, valamint a -es főútról Szabadbattyánon letérve, a 6307-es mellékúton.
A hazai vasútvonalak közül a települést a Budapest–Pécs-vasútvonal érinti, amelyen saját megállóhelye van.  Sáregres megállóhely a belterület nyugati szélén helyezkedik el, közúti elérését a 6307-es útból kiágazó 63 309-es számú mellékút (települési nevén Kolozsvári utca) biztosítja.

## Története
Egres (Besenyő-Egres) nevét az oklevelek 1276-ban említették először, ekkor Egrus, 1324-ben Beseneu-Egrus alakban írták.
1276-ban Egresi Máté választott bíró volt Fáncs birtokmegosztásánál.
1324-ben Hörcsök, Hatvan és Besenyő-Egres révjével együtt Simontornya tartozékaként volt említve.
1324-ben Károly Róbert király a várral együtt Budavár főbírájának, Hench fia János-nak adta.
1341-ben Besenyő-Egrest és Hatvant Zsadányi János fia, Gergely besenyő (Greg. Bessenus) – mint besenyő elődeit megillető részt – követelte a királytól, végül lemondott róla Hench fia János mester javára.
A pápai tizedjegyzék szerint 1334-ben a veszprémi főesperességhez tartozó egyházának papja 40 kisdénár pápai tizedet fizetett.
A 15. századtól a 16. század közepéig Simontornyával egyező sorsú település volt. A 16. század második felétől pedig a gróf Cseszneky család adózó birtokai között szerepelt. 1650 és 1945 között a Zichy család birtoka volt.

## Közélete

### Polgármesterei
- 1990–1994: Garbacz István (MDF-FKgP)[6]
- 1994–1998: Lengyel Zoltán (független)[7]
- 1998–2002: Lengyel Zoltán (Fidesz-MDF-FKgP-MKDSZ)[8]
- 2002–2006: Lengyel Zoltán (Fidesz)[9]
- 2006–2010: Mocsár Eleonóra (független)[10]
- 2010–2014: Tiringer Mária (független)[11]
- 2014–2019: Tiringer Mária (független)[12]
- 2019–2024: Albertné Tiringer Mária (független)[13]
- 2024– : Albertné Tiringer Mária (független)[1]

## Népesség
A település népességének változása:
| Lakosok száma | 737  | 722  | 735  | 739  | 709  | 687  | 677  |
|               | 2013 | 2014 | 2015 | 2021 | 2022 | 2023 | 2024 |

A 2011-es népszámlálás során a lakosok 85,6%-a magyarnak, 0,3% németnek, 0,4% románnak mondta magát (14,4% nem nyilatkozott; a kettős identitások miatt a végösszeg nagyobb lehet 100%-nál). A vallási megoszlás a következő volt: római katolikus 35,2%, református 37,9%, evangélikus 0,5%, görögkatolikus 0,4%, felekezeten kívüli 6,4% (18,3% nem nyilatkozott).
2022-ben a lakosság 95,1%-a vallotta magát magyarnak, 0,8% cigánynak, 0,6% németnek, 0,1% románnak, 0,1% bolgárnak, 2,1% egyéb, nem hazai nemzetiségűnek (4,8% nem nyilatkozott; a kettős identitások miatt a végösszeg nagyobb lehet 100%-nál). Vallásuk szerint 29,6% volt református, 26,9% római katolikus, 0,6% evangélikus, 0,1% görög katolikus, 0,1% ortodox, 0,1% egyéb keresztény, 1,1% egyéb katolikus, 10,9% felekezeten kívüli (30,5% nem válaszolt).

## Nevezetességei
- Vízimalom – Az 1800-as évek közepén épült. Ebben a vízimalomban született Csók István festőművész 1865-ben.

## Természeti értékei
- Rétszilasi-tavak Természetvédelmi Terület

## Híres emberek
- Itt született Csók István (1865–1961) festőművész.

## Képtár

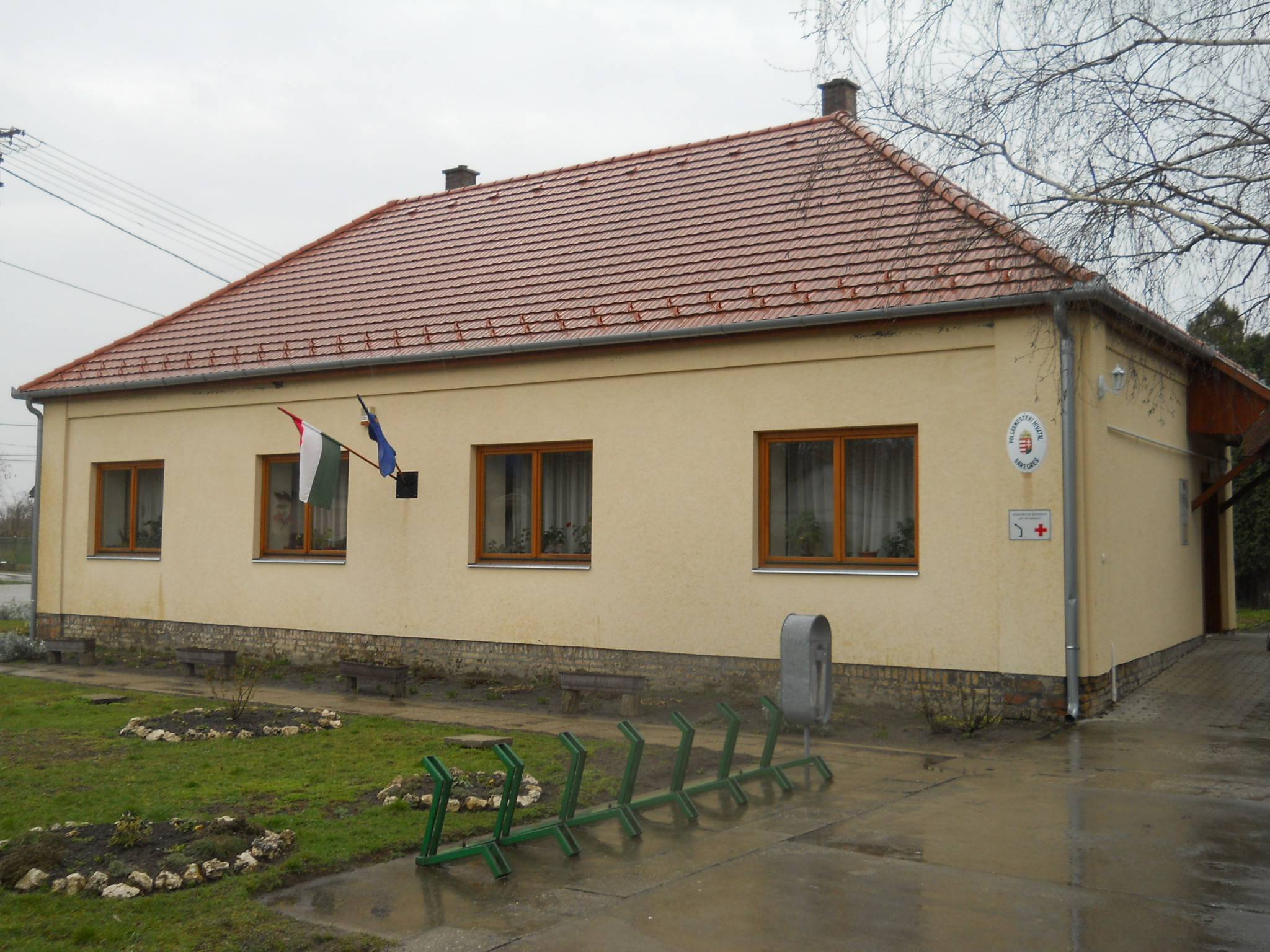
Polgármesteri hivatal
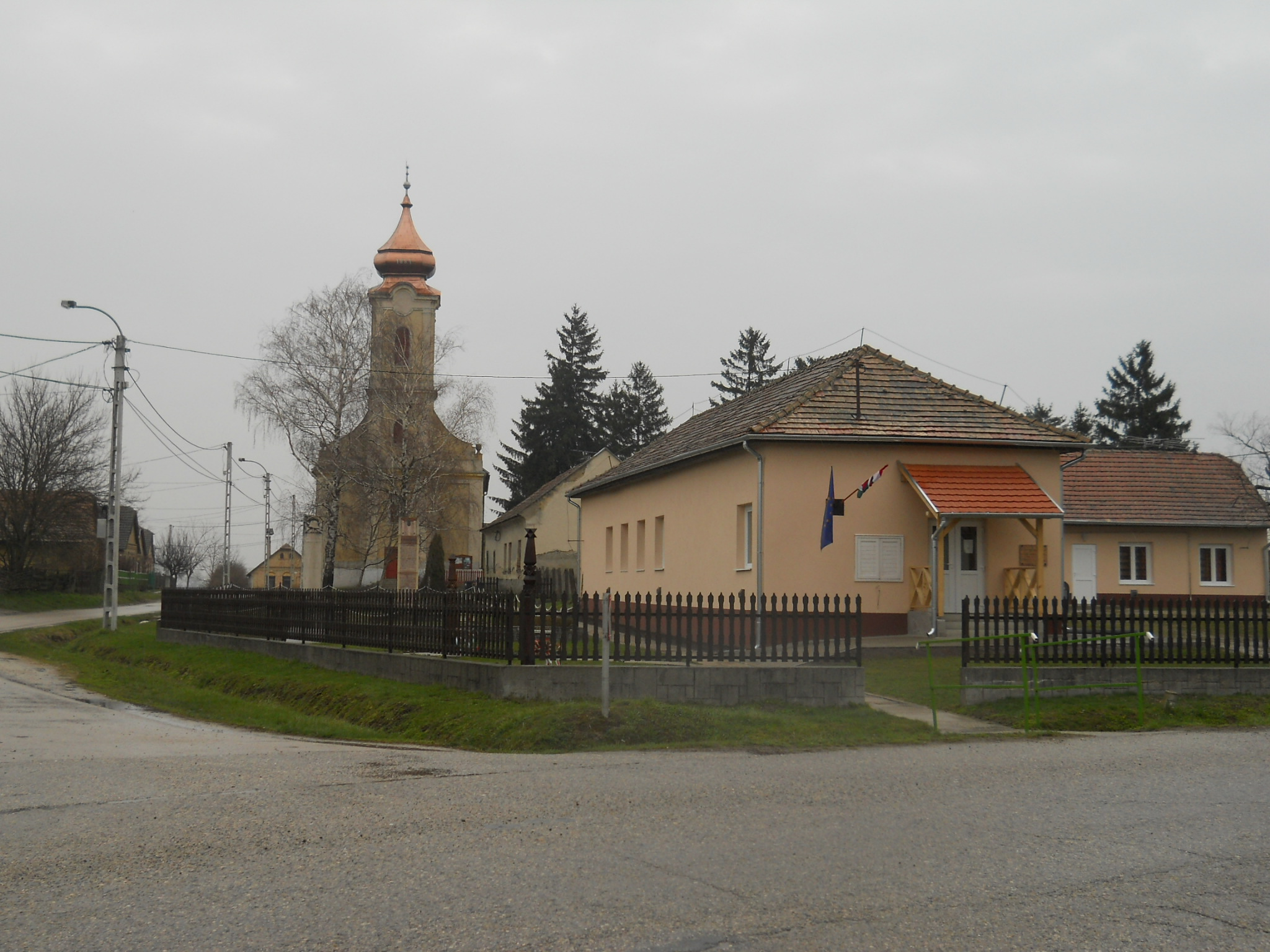
A falu központjában
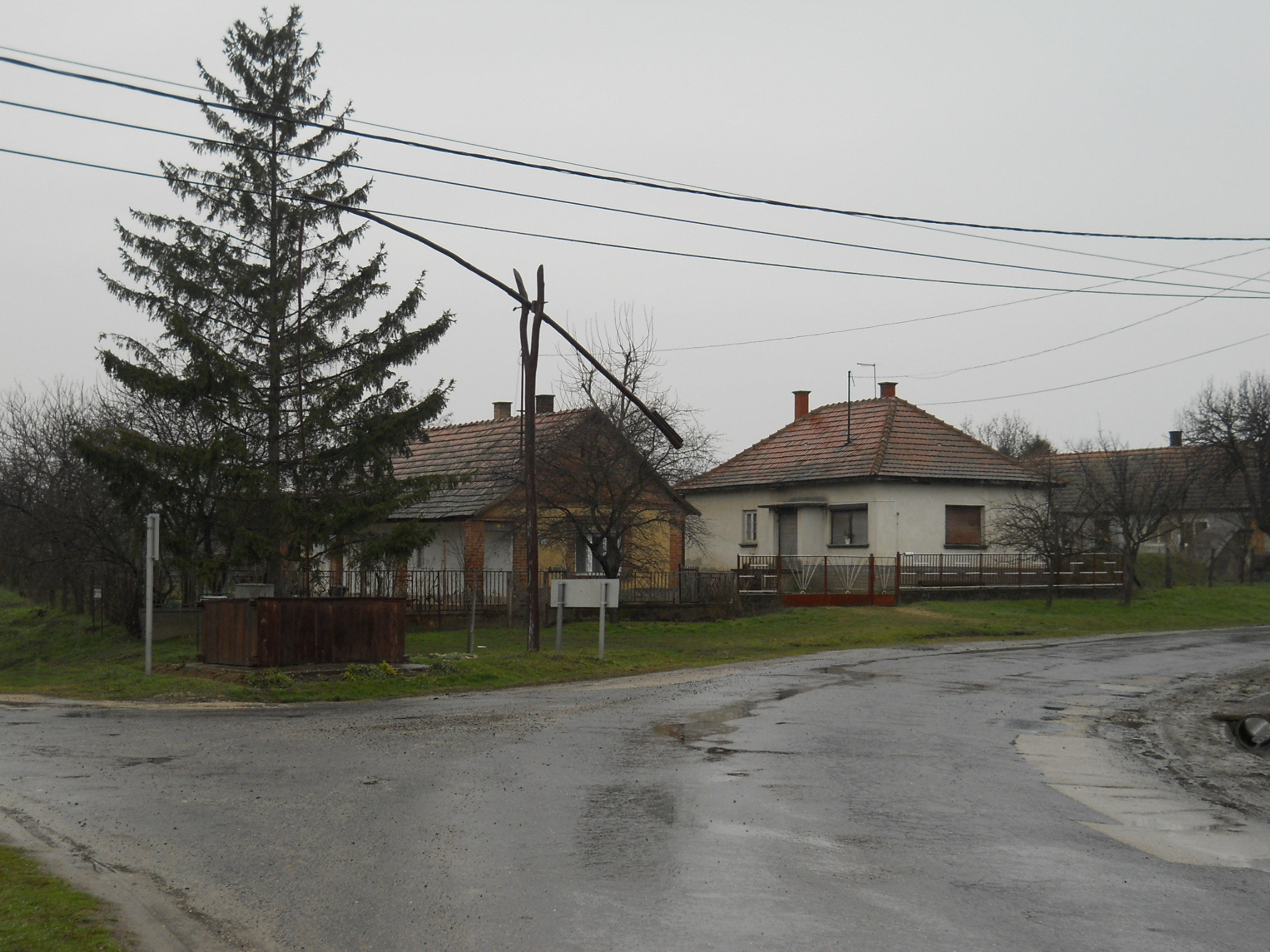
Utcarészlet
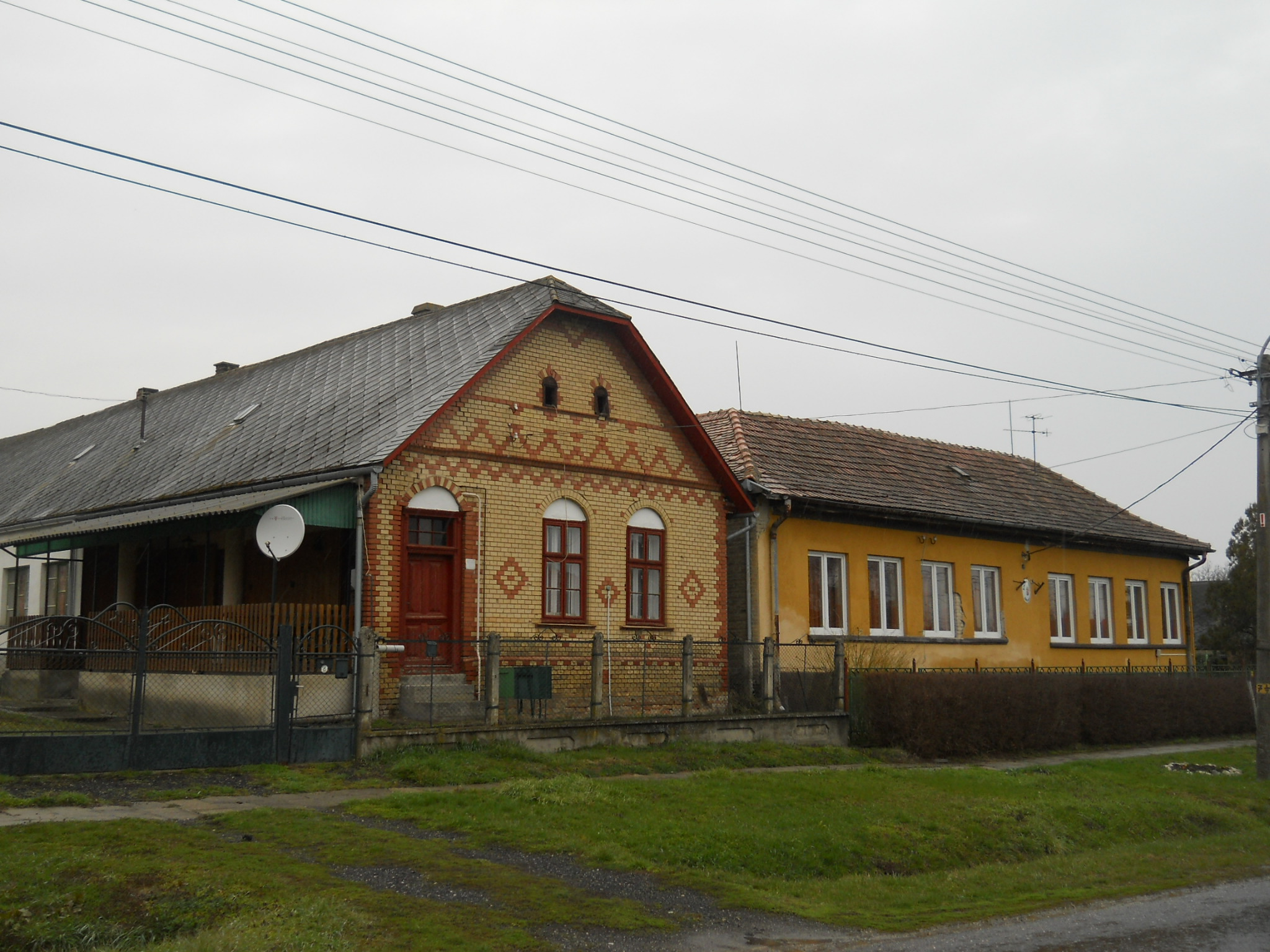
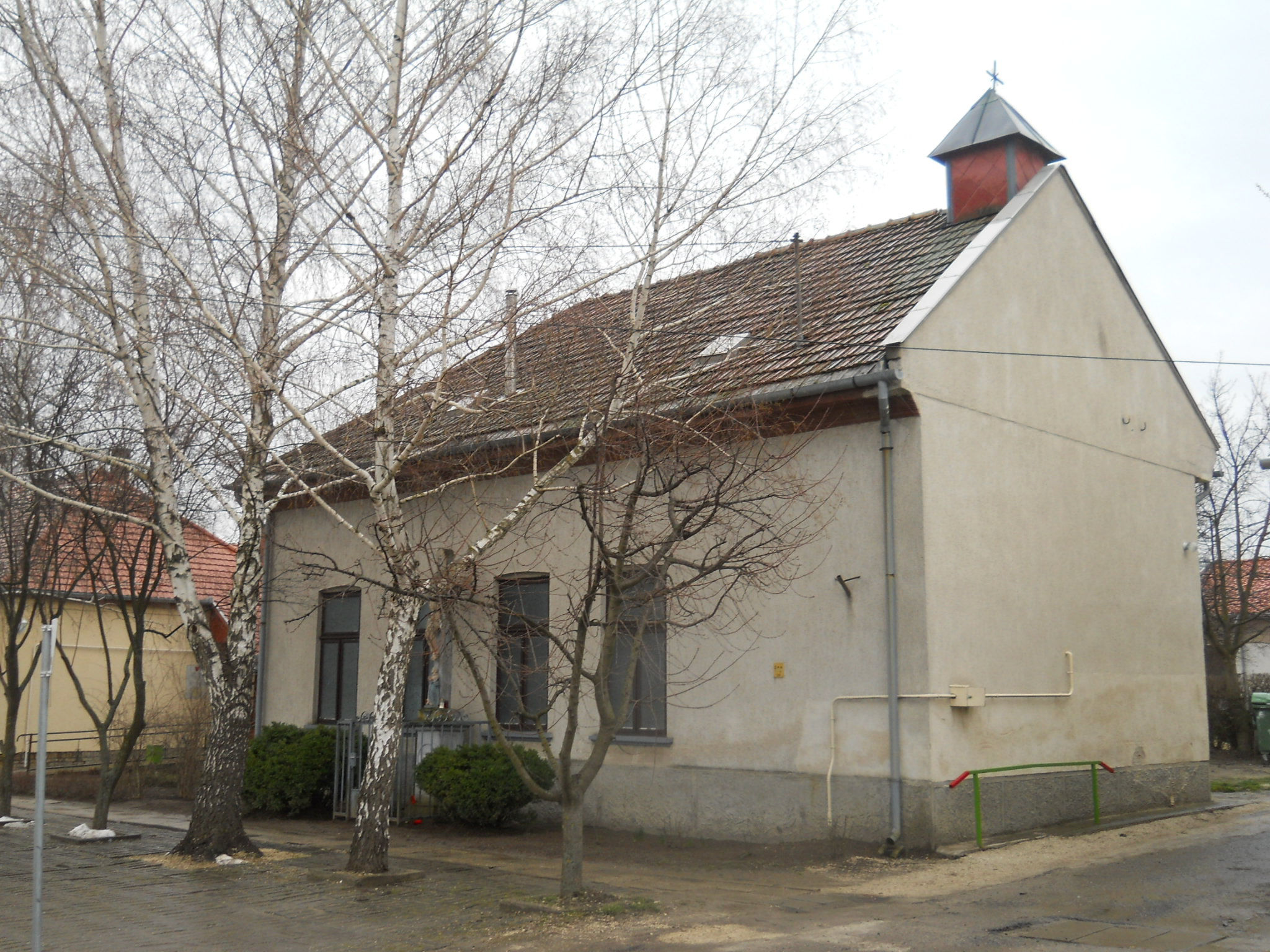